# Annie Seymour Pearson
Annie Seymour Pearson, geboren als Annie Jane Bennett (* 1873 in Bolsover, Derbyshire; † 1956), war eine englisch-britische Suffragette.

## Leben
Pearson, bei Freunden als Nancy oder Nance bekannt, heiratete Arthur Seymour Pearson (1879–1936). Das Paar hatte vier Kinder, von denen drei überlebten, und lebte in York. Pearson war Hausfrau.
Pearson kam mit der Frauenwahlrechtsbewegung in Kontakt, als Flora McKinnon Drummond am 1. April 1912 eine Rede in den York Exhibition Buildings hielt. In Votes for Women und The Suffragette wird sie zunächst als Spenderin kleinerer Beträge von einem Schilling für die Sache aufgeführt; dann richtete sie eine Runde beim Tee aus und verlieh eine Nähmaschine.
Im Januar 1913 war Pearson eine von siebzehn Frauen, die mit dem Zug nach London fuhren, um an einer Demonstration teilzunehmen. Bei dem Versuch, ins Unterhaus zu gelangen, wurde Pearson verhaftet, vor Gericht am 18. Januar 1913 der Behinderung der Polizei für schuldig befunden und zu einer Geldstrafe von 2 Pfund oder zwei Wochen Haft verurteilt. Wie alle Suffragetten weigerte sie sich, die Geldstrafe zu zahlen, und wurde ins Holloway Prison eingeliefert. geschickt. Dort war sie nur ein paar Tage, bevor ihr Ehemann kam und die Geldstrafe in ihrem Namen bezahlte.
Nach ihrer Rückkehr nach York erhielt Pearson die sogenannte „Gefängnisbrosche“ der Women’s Social and Political Union (WSPU) und wurde zum nächsten Empfang der „WSPU-Gefangenen“ eingeladen, wo ihr für ihren Beitrag gedankt wurde. Sie wurde von einem Reporter des Yorkshire Herald interviewt, in dem sie ihre Beweggründe für die Reise zur Demonstration, die Begründung für das Eindringen in das Parlamentsgebäude und die Behandlung im Gefängnis erzählte. Auf die Frage, ob sie wieder ins Gefängnis gehen würde, sagte sie, dass sie eine überzeugte Anhängerin der radikaleren Methoden des Protests wäre, aber sie wäre diejenige, die die Verantwortung für die Erziehung in der Familie trage und sie müsse an diese denken.
Im Juni 1913 wurden ein junger Journalist namens Harry Johnson, ein Befürworter des Frauenwahlrechts und mögliches Mitglied der Men’s Political Union (MPU), und eine junge Frau, die später als Lilian Lenton – die Hauptbrandstifterin der WSPU – identifiziert wurde, verhaftet, weil sie versucht hatten, ein Haus in Barlby, Doncaster, in Brand zu setzen. In dem Haus wurde ein Zettel mit dem Namen von Violet Key Jones gefunden, der jedoch nicht ausreichte, um die Polizei zu veranlassen, sie wegen Beteiligung an dem versuchten Brandanschlag anzuklagen. Johnson wurde zu einem Jahr Gefängnis mit harter Arbeit im Wakefield Gaol verurteilt. Er trat in den Hungerstreik und wurde auf der Grundlage des sogenannten Cat and Mouse Act vorübergehend aus dem Gefängnis entlassen, um später, wenn wieder bei Kräften, erneut verhaftet zu werden. Kurz davor reiste Johnson nach York, betrat Pearsons Haus und verschwand. Pearson richtete ihr Haus auch für andere Suffragetten und Unterstützerinnen ein.
In einem Interview in der Yorkshire Evening Press vom 13. Juli 1949 wurde sie als eine „kleine, grauhaarige, zerbrechliche, alte Dame“ beschrieben, die aber im Begriff war am nächsten Tag zum Jahrestag von Emmeline Pankhursts Geburtstag am jährlichen Marsch zu ihrer Statue in den Victoria Tower Gardens neben den Houses of Parliament teilzunehmen. Auf die Frage, ob sich all die Kämpfe und Hungerstreiks gelohnt hätten, sagte sie: „Ich würde das alles morgen wieder tun, wenn es nötig wäre. Ich habe nicht für mich gekämpft, sondern für die Zukunft und für meine Kinder.“
Pearson starb 1956.
Im Jahr 2017 führten das York Theatre Royal und das Pilot Theatre das Stück Everything Is Possible: The York Suffragettes, ein Stück über Pearson und andere Suffragetten auf. Pearson war darin eine zentrale Figur und wurde von der Schauspielerin Barbara Marten gespielt.